# Guten Abend, Herr Wallenberg
Guten Abend, Herr Wallenberg (schwed.  God afton, Herr Wallenberg – En Passionshistoria från verkligheten) ist ein schwedisches Widerstandsdrama aus dem Jahr 1990. Es spielt während des Zweiten Weltkriegs und behandelt die wahre Geschichte des schwedischen Diplomaten Raoul Wallenberg, der durch seinen Einsatz zur Rettung der ungarischen Juden bekannt wurde. Er wird von Stellan Skarsgård verkörpert.

## Handlung
Im Jahr 1943 befindet sich Raoul Wallenberg, Mitglied einer der reichsten Familien Schwedens, auf einer Geschäftsreise in Ungarn. Er handelt mit Feinkost und ist gerade in einem Gespräch mit einem Kunden, als plötzlich die Zugfenster verdunkelt werden. Wallenberg öffnet die Verdunklung und sieht auf dem Gleis zum KZ Auschwitz einen stehenden Zug, aus dessen Waggons Leichen geworfen werden. Einem Mann gelingt die Flucht und er umarmt seinen toten Sohn. Er sieht Wallenberg in die Augen, als er von den Wachmännern erschossen wird.
Stockholm im Juni 1944: Auf Anweisung der schwedischen Regierung und unter Schutz der Vereinigten Staaten soll Wallenberg in diplomatischer Mission nach Budapest geschickt werden. Er soll hier Ungarn mit schwedischen Schutzpässen versorgen, die in Beziehung zu Schweden stehen. Über seine Fähigkeit dazu herrscht eine zwiespältige Meinung. Er gilt als mittelmäßig, hat trotz idealer Voraussetzungen nur durchschnittliche schulische Leistungen erzielt und arbeitet nicht seiner Herkunft gemäß. Er ist weder religiös, noch politisch, fürchtet sich jedoch nicht vor dem Tod, starb sein Vater doch bereits vor der Geburt und wurde als Toter sein Ansprechpartner von klein auf. Was letztlich überzeugt, ist neben Wallenbergs einflussreicher Familie sein Bericht von dem Mann, der seinen toten Sohn im Arm hielt und vor Wallenbergs Augen erschossen wurde.
Im Dezember 1944 ist Wallenberg in Budapest. Er hat zahlreiche bedrohte Budapester in Häusern untergebracht, die offiziell unter schwedischem Schutz stehen. Im schwedischen Konsulat hat er 400 Juden angestellt, um sie vor der Deportation zu bewahren. Er rettet mit Tricks Menschen aus bereits geschlossenen Zugwaggons, indem er vorgibt, sie seien Inhaber eines schwedischen Schutzpasses. Durch sein selbstbewusstes Auftreten verschafft er sich Respekt. Wallenberg gilt in den Augen der Budapester Juden als Retter und ist bei den Machthabern aufgrund seiner Hartnäckigkeit berüchtigt.
Sein neuer Fokus liegt auf einem eigentlich geräumten Haus mit 20 „vergessenen“ Juden. Er teilt Schutzpässe an alle im Haus aus, sucht es regelmäßig auf, um beim Sturm des Hauses anwesend zu sein und die Menschen retten zu können. An der jungen Marja, deren zwei Töchter im Haus vor ihren Augen erschossen wurden, scheitert er zunächst. Sie ist im Winter nur mit einem Mantel bekleidet und will sich nicht retten lassen. Sie plant, bei der Deportation nackt vor die Soldaten zu treten, um ihnen klarzumachen, dass jeder, den sie erschießen, ein echter Mensch ist. Die Tage vergehen, doch die Menschen im Haus bleiben unbehelligt. Wallenberg versucht, weitere Juden zu retten, kommt jedoch ein ums andere Mal zu spät. Sein Einfluss schwindet, je näher die Rote Armee Budapest kommt, zumal seine Aktionen auch in Schweden und den Vereinigten Staaten zunehmend auf Ungnade stoßen. Sie wollen ihn zurück nach Schweden beordern, doch weigert sich Wallenberg, da er kein Diplomat und daher auch nicht an diplomatische Weisungen gebunden sei.
Eines Tages marschieren vor dem Haus mit den 20 vergessenen Juden 3000 ungarische Soldaten auf. Das Haus wird gestürmt und Wallenberg versucht vergebens, die Menschen geordnet aufgrund ihrer Pässe vor der Verhaftung zu retten. Einige Personen werden erschossen, die meisten jedoch auf einen bereits wartenden Wagen verladen. Der Wagen springt aufgrund schlechten Benzins nicht an, sodass die Gefangenen auf dem Transporter warten. Der Einsatz stellt sich als falsch heraus, da niemand 3000 Soldaten angefordert hat. Der Leiter der Aktion, der sich Wallenberg nicht vorstellen will, harrt jedoch auf dem Transporter aus. Täglich fährt Wallenberg nun zum stehenden Transporter, will den ihm Unbekannten bestechen und sucht sogar nach einem leerstehenden Haus für die Gefangenen. Bei einer lautstarken Diskussion mit dem Unbekannten, in der es um Recht oder Nichtrecht für die Gefangennahme geht, werden von umstehenden Soldaten mehrere der Gefangenen, darunter ein Rabbiner, getötet. Der Unbekannte macht Wallenbergs Anwesenheit für das Massaker verantwortlich.
Eines Tages flieht Adolf Eichmann aus Budapest und mit ihm seine Entourage. Es ist Weihnachten und Wallenberg erkennt, dass der Unbekannte zur Aufgabe bereit ist. Er rät ihm, sich zu erschießen, habe Eichmann ihn doch nicht mitgenommen. Der Unbekannte deutet zunächst an, dass alle Juden auf dem Transporter sterben müssten, da erst eine Freilassung aus der Erschießung der wenigen ein Verbrechen mache. Der Unbekannte verrät Wallenberg schließlich, dass er Ferenc Moser heißt, und fordert die Gefangenen auf, zu gehen. Ein Soldat dreht durch und schießt auf die Personen auf dem Wagen. Fast alle werden getötet. Die wenigen Überlebenden flüchten sich in das Haus, in dem sie sich bereits zuvor versteckt hatten. Wallenberg findet Zugang zu Marja, sie kleidet sich an und gibt sich ihrer Trauer hin. Wallenberg selbst verzweifelt über seinen unzureichenden Einfluss, zumal er ständig Erschießungen und Deportationen sieht, gegen die er nichts mehr ausrichten kann. Von ihm organisierte Essenslieferungen für das Ghetto in Budapest werden aufgehalten, unter schwedischem Schutz stehende Häuser gestürmt und die Bewohner erschossen oder gefangen genommen. Wallenberg weiß, dass er selbst Ziel geplanter Mordanschläge ist. Diese werden nicht umgesetzt, beruhigt doch Wallenbergs Anwesenheit in Budapest das Gewissen der Welt, wie ihn ein Minister wissen lässt.
Kurz vor der Räumung des Ghettos Budapest begibt sich Wallenberg in einem verzweifelten Versuch, die dortigen 65.000 Menschen zu retten, zum befehlsführenden General Schmidhuber. Er legt ihm dar, dass mit einer Räumung des Ghettos von ihm zukünftig nicht als Soldat, sondern als Mörder gesprochen werde. Über die Vorgänge im Ghetto und die geplanten Aktionen hätten nicht nur die Vereinigten Staaten, sondern auch die Familienmitglieder Schmidhubers detaillierte Berichte erhalten. Wenig später befreit die Rote Armee Budapest. Marja hat überlebt und auch unter den weiteren Personen des Hauses gab es keine neuen Opfer. Wallenberg will sich weiter um die von ihm geretteten Juden kümmern und mit den neuen russischen Machthabern in den Dialog treten. Trotz Warnungen von Mitgliedern der schwedischen Botschaft begibt er sich im Januar 1945 zum sowjetischen Kommandanten, kehrt von dort jedoch nie zurück.

## Produktion
Guten Abend, Herr Wallenberg beruht auf der wahren Geschichte des Raoul Wallenberg. Der Film behandelt nach einem Vorspiel im Jahr 1943 und Juni 1944 die letzten drei Wochen Wallenbergs vor der Verhaftung durch die Rote Armee. Die Dreharbeiten fanden vor Ort in Budapest statt und liefen vom 2. Oktober bis 17. Dezember 1989. Die Kostüme schuf Inger Pehrsson, das Szenenbild stammt von Laszlo Gardonyi. Im Film wird neben Schwedisch auch Ungarisch und Deutsch gesprochen.
Guten Abend, Herr Wallenberg kam am 5. Oktober 1990 in die schwedischen Kinos. In Deutschland lief der Film erstmals auf der Berlinale 1991 und kam 2004 auf DVD heraus.

## Kritik
Das Lexikon des internationalen Films nannte Guten Abend, Herr Wallenberg „ein[en] durch seine humane Botschaft beeindruckende[n] Film, der einen Wettlauf um Leben und Tod beschreibt und sich für Menschlichkeit in einer Zeit der Barbarei ausspricht.“ Cinema nannte den Film „die karg gefilmte, dennoch beeindruckende Vita eines Mannes, der über sich hinauswuchs. Fazit: Hier zählt der Inhalt, und der ist stark“.

## Auszeichnungen
Der Film ist viermaliger Gewinner des schwedischen Guldbagge-Filmpreises. Er gewann in den Kategorien Bester Film, Beste Regie, Bestes Drehbuch und Beste Kamera. Zudem erhielt er 1990 den Preis der schwedischen Filmkritiker.
Guten Abend, Herr Wallenberg war 1990 Schwedens Beitrag für den Oscar in der Kategorie Besten fremdsprachigen Film, kam jedoch nicht in die engere Auswahl. Der Film lief zudem im Wettbewerb um den Goldenen Bären der Berlinale 1991. Auf dem Chicago International Film Festival wurde der Film für einen Goldenen Hugo als Bester Spielfilm nominiert.